# Hermann Eilsberger
Hermann Eilsberger (* 23. August 1837 in Allenburg, Ostpreußen; † 19. Dezember 1908 in Steglitz bei Berlin) war ein deutscher Theologe.

## Leben
Als Apothekersohn und Nachfahre Salzburger Exulanten besuchte Eilsberger das Altstädtische Gymnasium in Königsberg. Nach dem Abitur studierte er evangelische Theologie an der Albertus-Universität Königsberg. Im Wintersemester 1854/55 wurde er Mitglied des Corps Masovia. Er  promovierte zum Dr. theol.
1862 wurde er Garnisonspfarrer in  Thorn, 1869 Krankenhausseelsorger der  „Barmherzigkeit“ in  Königsberg i. Pr. Von 1880 bis zu seiner Emeritierung im Jahre 1907 war er Pfarrer an der Altroßgärter Kirche, Kreisschulinspektor und Superintendent. Er war Herausgeber des Evangelischen Gemeindeblattes. Deutschlandweit bekannt wurde er mit seinen Arbeiten über Martin Luther. Sein Sohn war der Industrielle Ernst Eilsberger (1868–1947).

## Ehrungen
- Geh. Konsistorialrat (1889)[4]

## Werke
- Luther als ein Deutscher: Nach Vorträgen, gehalten in Copernicus-Verein für Wissenschaft und Kunst zu Thorn. Wiegandt & Grieben, Berlin 1868. GoogleBooks
- Die Trennung der Kirche vom Staate in ihren Consequenzen. 1872. eod
- Oberkonsistorialrath Dr. theol. Weiss. Gestorben 11. Oktober 1873: Ein Erinnerungsblatt für seine Freunde. 1874. GoogleBooks